# Paraclonistria
Paraclonistria is een geslacht van Phasmatodea uit de familie Diapheromeridae. De wetenschappelijke naam van dit geslacht is voor het eerst geldig gepubliceerd in 1998 door Langlois & Lelong.

## Soorten
Het geslacht Paraclonistria is monotypisch en omvat slechts de volgende soort:
- Paraclonistria nigramala Lelong & Langlois, 1998